# Indre By
Indre By (centro de la ciudad) es un distrito de la capital danesa, Copenhague. Tiene una superficie de unos 9 km² y una población de unos 57.000 habitantes (en 2023).

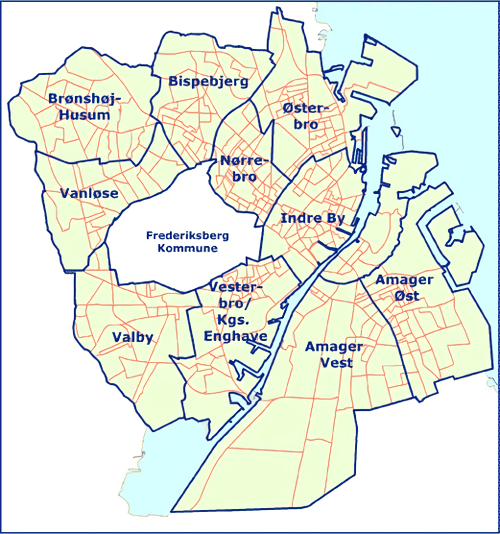
Mapa de los distritos del municipio de Copenhague.

El distrito incluye el casco antiguo y sus antiguas murallas y constituye el corazón histórico, geográfico y político de la Copenhague actual. Está delimitado principalmente por los Lagos de Copenhague y las murallas de Christianshavn. El distrito también incluye Christianshavn, que fue un distrito administrativo independiente hasta el 1 de enero de 2007.